# سبورتينغ سان ميغيليتو
أكاديمية سبورتينغ سان ميغيليتو لكرة القدم (بالإسبانية: Academia de Futbol Sporting San Miguelito) هو نادِ كرة قدم بنمي من مقاطعة سان ميغيليتو تأسس عام 1989 ويلعب في دوري بنما لكرة القدم.